# Bonjour Tristesse (1958)
Bonjour Tristesse ist ein in den USA gedrehter CinemaScope-Farbfilm aus dem Jahr 1958. Er basiert auf dem gleichnamigen Roman von Françoise Sagan.

## Handlung
Der Film beginnt in tristen, melancholischen Bildern in Schwarzweiß. Die 17-jährige Cécile tanzt mit einem Bekannten in einer Bar, im Hintergrund singt Juliette Gréco „I’ve lost me, that’s all I know“ und gibt damit die Stimmung wieder, in der sich Cécile befindet. Sie hängt depressiven Gedanken nach, fragt sich, ob sie je wieder glücklich sein kann.
Aus dem Off erfahren wir: Sie schlägt die Zeit tot, damit die Erinnerung nicht zurückkommt, die Erinnerung an einen Urlaub, der so unbeschwert begonnen hatte.
Das Bild wird farbig. Eine weiße Villa, gelber Sand, tiefblaues Meer und brennende Sonne, die Riviera. Cécile verbringt heitere Tage mit ihrem Vater Raymond und dessen wechselnden Frauenbekanntschaften. Derzeit ist es Elsa, ein liebes Dummerchen. Aber sie passen alle zueinander in ihrem Drang nach einem leichten und sorglosen Leben.
Ihnen ist alles egal in diesen Tagen und Wochen. Cécile ist durchs Examen gefallen, sie und ihr Vater nehmen es gelassen. Sie flirtet oberflächlich mit dem Jurastudenten Philippe, der nichts von ihren frivolen Ansichten über das Leben hält. Er will sie ändern, sie lacht nur und spielt mit ihm.
In dieses Lotterleben schneit ihre Patentante, die Modedesignerin Anne Larsen, hinein.
Zunächst empfindet Cécile Sympathie für die geistreiche und gelassene Frau. Als Anne von Elsas Anwesenheit erfährt, ist sie nicht erbaut, aber sie zeigt es Raymond gegenüber nicht.
Bald mischt sie sich in Céciles Erziehung ein. Sie will, dass sie das Examen nachholt und zieht Raymond auf ihre Seite, der nun von Cécile verlangt, mehr zu lernen.
Cécile beginnt Anne allmählich zu hassen, weil sie Raymond immer mehr für sich einnimmt. Sie fürchtet um ihr sorgloses Leben mit ihrem Vater. Und dies umso mehr, als er ihr eröffnet, er wolle Anne heiraten.
Nun ist es für Cécile höchste Zeit zu handeln. Sie hat einen Plan, um die Heirat zu verhindern:
Philippe und Elsa sollen Raymond eifersüchtig machen, damit dieser zu Elsa zurückkehrt.
Der Plan geht auf, Raymond stellt wieder Elsa nach und verabredet sich heimlich mit ihr. Anne entdeckt das Liebespaar und bekommt Raymonds Liebesschwüre mit. Voller Enttäuschung läuft sie weg und rast mit ihrem Wagen davon. Stunden später werden Vater und Tochter an die Stelle gerufen, wo Anne mit ihrem Wagen ins Meer gestürzt ist – der siebte Unfall an dieser Stelle. Tief im Innern wissen beide, dass es Selbstmord war, doch sie beschließen, nicht mehr darüber zu sprechen. Stattdessen beschließen sie nächsten Sommer zur Abwechslung an einen anderen Ort zu fahren. 
Vater und Tochter leben wieder so, wie sie immer gelebt haben. Dennoch fühlt Cécile eine große Leere in sich, die sie weder durch Luxus noch durch Männerbekanntschaften zu füllen vermag.

## Altersbeschränkung
Der Film wurde 1958 von der FSK als „jugendgefährdend“ eingestuft. Aktuell ist der Film ab 16 Jahren freigegeben.

## Kritiken
- „Ein Wunderwerk ist dieser Film. Mit ihm begann noch einmal das Kino der Moderne… Mit amerikanischem Geld in Frankreich gedreht, wurde der Film schnell als Vorläufer eines anderen Kinos gesehen … der französischen Nouvelle Vague.“ (Reclam, Filmklassiker)
- Jacques Rivette (französischer Regisseur): „Preminger macht aus dem bescheidenen Schulmädchen-Roman ein Meisterwerk des Pastiche.“
- „Und in 'Bonjour Tristesse', seinem  (Premingers) Meisterwerk…“ (Norbert Grob in: Filmregisseure, Reclam 1999)
- „Jacques Rivette und François Truffaut feierten den Film mit hymnischen Kritiken, Jean-Luc Godard übernahm für sein Debüt (Außer Atem) nicht nur den skizzenhaften Stil, sondern auch den weiblichen Star: Jean Seberg.“ (Norbert Grob in: Otto Preminger, Berlin 1999)
- „Otto Preminger verfilmt den Erfolgsroman … in einem kalten, stilisierten Ambiente von Luxus und Langeweile. Der melodramatische und in seiner Aussage pessimistische Film erzielt trotz herausragender Darsteller und der weltbekannten literarischen Vorlage nur mittelmäßigen Erfolg beim Publikum und Kritik.“ (Die Chronik des Films)
- „Stimmige Françoise-Sagan-Verfilmung mit wunderbaren Bildern und einer brillant spielenden Deborah Kerr.“ (Heyne Film Lexikon)